# 벽오동아과
벽오동아과(碧梧桐亞科, 학명: Sterculioideae 스테르쿨리오이데아이[*])는 아욱과의 아과이다. 상록수와 낙엽수, 그리고 관목 등으로 이루어져 있다. 분류학자에 따라서 별도의 벽오동과(碧梧桐科, Sterculiaceae)로 분류하기도 한다. 2006년 분자생물학 연구는 벽오동아과가 단계통군일 가능성이 아주 높다고 지적하고, 이를 4개의 주요 분류군으로 나누었다. 그러나 각 분류군간의 관계는 아직 밝혀지지 않았다.
전통적으로 크론퀴스트 분류 체계에서 벽오동과(Sterculiaceae), 아욱과(Malvaceae), 목면과(Bombacaceae), 피나무과(Tiliaceae)는 아욱목(Malvales)으로 분류되었다. 하지만 분지학 연구 결과 벽오동과, 피나무과, 목면과는 다계통군임이 밝혀졌다. APG 분류 체계와 APG II 분류 체계에서는 목면과, (좁은 의미의) 아욱과, 벽오동과, 피나무과를 묶어 (넓은 의미의) 아욱과로 분류한다. 예전에 벽오동과로 분류되던 식물군은 아욱과의 불암초아과(Byttnerioideae), 까치깨아과(Dombeyoideae), 헬릭테레스아과(Helicteroideae), 벽오동아과(Sterculioideae)로 나뉜다.

## 하위 분류
| 브라키키톤군(Brachychiton clade) - Acropogon Schltr. - Brachychiton Schott & Endl. - Franciscodendron B.Hyland & Steenis | 스테르쿨리아군(Sterculia clade) - Sterculia L. | 콜라군(Cola clade) - 벽오동속(Firmiana Marsili) - 콜라나무속(Cola Schott & Endl.) - Hildegardia Schott & Endl. - Octolobus Welw. - Pterocymbium R.Br. - Pterygota Schott & Endl. - Scaphium Schott & Endl. | 헤리티에라군(Heritiera clade) - Heritiera Aiton |

## 계통 분류
현재, 아욱과의 계통 분류는 다음과 같다.
|  | 불암초아과: 26속 650종. 전(全)열대 지역, 특히 남아메리카 |
|  |                                                          |
|  | 장구밤나무아과: 25속 770종. 전(全)열대 지역.             |
|  |                                                          |

|   | 벽오동아과: 12속 430종. 범열대 지역.                                                                                            |
|   | |
|   | 피나무아과: 3속 50종. 북 온대 지역과 중앙아메리카                                                                               |
|   | |
|   | 까치깨아과: 약 20속 380여 종. 구(舊)열대 지역, 특히 마다가스카르와 마스카렌 제도                                                |
|   | |
|   | 브라운로아과: 8속 70여 종. 특히 구(舊)열대 지역.                                                                                |
|   | |
|   | 헬릭테레스아과: 8 ~ 12속 10 ~ 90종. 열대, 특히 동남아시아.                                                                      |
|   | |
| ♦ | \| \| 아욱아과: 78속 1,670종. 열대에서 온대. \| \| \| \| \| \| 목면아과: 12속 120종. 열대, 특히 아프리카와 아메리카 \| \| \| \| |
|   | \| \| 아욱아과: 78속 1,670종. 열대에서 온대. \| \| \| \| \| \| 목면아과: 12속 120종. 열대, 특히 아프리카와 아메리카 \| \| \| \| |
|   | 아욱아과: 78속 1,670종. 열대에서 온대.                                                                                          |
|   | |
|   | 목면아과: 12속 120종. 열대, 특히 아프리카와 아메리카                                                                            |
|   | |

|  | 아욱아과: 78속 1,670종. 열대에서 온대.               |
|  |                                                      |
|  | 목면아과: 12속 120종. 열대, 특히 아프리카와 아메리카 |
|  |                                                      |

|  | 불암초아과: 26속 650종. 전(全)열대 지역, 특히 남아메리카 |
|  |                                                          |
|  | 장구밤나무아과: 25속 770종. 전(全)열대 지역.             |
|  |                                                          |

|   | 벽오동아과: 12속 430종. 범열대 지역.                                                                                            |
|   | |
|   | 피나무아과: 3속 50종. 북 온대 지역과 중앙아메리카                                                                               |
|   | |
|   | 까치깨아과: 약 20속 380여 종. 구(舊)열대 지역, 특히 마다가스카르와 마스카렌 제도                                                |
|   | |
|   | 브라운로아과: 8속 70여 종. 특히 구(舊)열대 지역.                                                                                |
|   | |
|   | 헬릭테레스아과: 8 ~ 12속 10 ~ 90종. 열대, 특히 동남아시아.                                                                      |
|   | |
| ♦ | \| \| 아욱아과: 78속 1,670종. 열대에서 온대. \| \| \| \| \| \| 목면아과: 12속 120종. 열대, 특히 아프리카와 아메리카 \| \| \| \| |
|   | \| \| 아욱아과: 78속 1,670종. 열대에서 온대. \| \| \| \| \| \| 목면아과: 12속 120종. 열대, 특히 아프리카와 아메리카 \| \| \| \| |
|   | 아욱아과: 78속 1,670종. 열대에서 온대.                                                                                          |
|   | |
|   | 목면아과: 12속 120종. 열대, 특히 아프리카와 아메리카                                                                            |
|   | |

|  | 아욱아과: 78속 1,670종. 열대에서 온대.               |
|  |                                                      |
|  | 목면아과: 12속 120종. 열대, 특히 아프리카와 아메리카 |
|  |                                                      |